# Daniel Fonseca
Daniel Fonseca Garis (* 13. September 1969 in Montevideo) ist ein ehemaliger uruguayischer Fußballspieler. Heute arbeitet er als Spielerberater. Er ist der Halbbruder der Fußballnationalspieler Juan Ramón und Jorge Curbelo. Als Stürmer spielte Fonseca während seiner Karriere für den uruguayischen Verein Nacional Montevideo sowie für die italienischen Vereine Cagliari Calcio, SSC Neapel, AS Rom, Juventus Turin und Como Calcio und für den argentinischen Verein River Plate. Er gewann sowohl mit Nacional als auch mit Juventus Titel. Auf internationaler Ebene vertrat er Uruguay zwischen 1990 und 1997 30 Mal und erzielte dabei zehn Tore. Außerdem nahm er an der Fußball-Weltmeisterschaft 1990 teil, sowie an der Copa América 1995, welche Uruguay gewann.

## Karriere

### Verein
Daniel Fonseca begann seine Fußballkarriere 1988 in Uruguay bei Nacional Montevideo. 1990 wechselte er nach Italien zu Cagliari Calcio, dort erzielte er in 50 Spielen 17 Treffer. 1992 ging er zur SSC Neapel. Hier entwickelte sich Fonseca zum Topstürmer und schoss in zwei Spielzeiten 31 Tore. Dadurch wurde die AS Rom auf ihn aufmerksam und verpflichtete ihn 1994. In Rom konnte er sich jedoch nicht durchsetzen und musste meist anderen Stürmern den Vortritt lassen.
1997 ging Fonseca zu Juventus Turin. Dort blieb er vier Jahre und gewann mit der Alten Dame 1997/98 die italienische Meisterschaft. Trotz seiner geringen Einsatzzeiten in der Serie A hatte er eine gute Torbilanz und galt als guter Einwechselspieler. Während seiner Zeit beim Turiner Klub gewann er einen Titel in der Serie A, eine Vizemeisterschaft in der UEFA Champions League und die Supercoppa Italiana.
Verletzungen führten dazu, dass Fonseca in der Saison 1999/2000 bis auf zwei absolvierte Spiele ausfiel. Daraufhin wurde er im Januar 2002 zu River Plate in Argentinien verliehen. Von März bis November 2002 stand Fonseca bei seinem Heimatklub Nacional Montevideo unter Vertrag. Im November 2002 wechselte er zurück nach Italien zu Como Calcio, wo er im Februar 2003 seine Karriere beendete.

### Nationalmannschaft
In der Nationalmannschaft Uruguays absolvierte Fonseca 30 Spiele, in denen er zehn Tore erzielte. Er debütierte dabei am 2. Februar 1990. Sein letzter Einsatz in der Celeste datiert vom 10. September 1997.
1990 gehörte er zum Aufgebot seines Heimatlandes bei der Fußball-Weltmeisterschaft in Italien, bei der man im Achtelfinale ausschied. 1995 gewann der mit Uruguay die in der Heimat ausgetragene Copa América.

### Nach dem Fußball
Fonseca arbeitet derzeit als Fußballagent und vertrat mehrere seiner Landsleute, darunter Martín Cáceres, Fernando Muslera und Luis Suárez.

## Persönliches Leben
Seine Söhne Matías und Nicolás Fonseca sind ebenfalls Fußballspieler.
Daniel Fonseca wohnt in der Provinz Como in Italien. Im April 2016 wurde er in den Panama Papers genannt.

## Erfolge
- Copa-Libertadores-Sieger: 1988
- Weltpokalsieger: 1988
- Recopa-Sudamericana-Sieger: 1989
- Copa-Interamericana-Sieger: 1989
- Copa-América-Sieger: 1995
- Italienischer Meister: 1997/98
- Italienischer Supercupsieger: 1997
- UEFA-Intertoto-Cup-Sieger: 1999
- Uruguayischer Meister: 2002

## Verweise